# Mitsuhiro Toda
Mitsuhiro Toda (japanisch 戸田 光洋 Toda Mitsuhiro; * 10. September 1977 in der Präfektur Miyazaki) ist ein ehemaliger japanischer Fußballspieler.

## Karriere
Toda erlernte das Fußballspielen in der Schulmannschaft der Miyakonojo Izumigaoka High School und der Universitätsmannschaft der Universität Tsukuba. Seinen ersten Vertrag unterschrieb er 2000 bei den FC Tokyo. Der Verein spielte in der höchsten Liga des Landes, der J1 League. 2004 gewann er mit dem Verein den J.League Cup. Für den Verein absolvierte er 140 Erstligaspiele. 2007 wechselte er zum Ligakonkurrenten Shimizu S-Pulse. 2008 erreichte er das Finale des J.League Cup. Für den Verein absolvierte er 12 Erstligaspiele. Ende 2008 beendete er seine Karriere als Fußballspieler.

## Erfolge
FC Tokyo
- J.League Cup

Sieger: 2004
Shimizu S-Pulse
- J.League Cup

Finalist: 2008